# Гимнодия
Гимно́дия (греч. ἡ ὑμν-ῳδία — «[торжественное] песнопение», «пение гимна», греч. ὑμν-ῳδέω — «распеваю гимны», также «пророчествовую», «прорицаю», от греч. ὁ ὕμνος — «[торжественная] песнь», «гимн» и греч. ἀείδω, ᾄδω — «пою», «воспеваю», «славлю песнью»):
1. торжественное, хвалебное песнопение (гимн), преимущественно культового, ритуального характера, а также ве́щая песнь, прорицание;
2. вокальное исполнение религиозного гимна, а также ритуального пророческого песнопения;
3. древнейший синоним термина гимноло́гия.

Русские кальки — песнопение, пение песней.

## Источник
- Головатенко В., прот. Материалы для словаря церковно-певческой терминологии (текущая рабочая версия). Спб, 2005–2009.